# مديرية شؤون الاتحاد الأوروبي (تركيا)
في تركيا مديرية شؤون الاتحاد الأوروبي ( التركية: Avrupa Birliği Başkanlığı ) هي وكالة حكومية تابعة لوزارة الشؤون الخارجية التركية . تأسست في عام 2018، بعد تشكيل الحكومة الجديدة وبعد إلغاء وزارة شؤون الاتحاد الأوروبي المنحلة. تشكلت المديرية المسؤولة عن عملية الانضمام بين جمهورية تركيا والاتحاد الأوروبي . شغل نائب وزير الخارجية فاروق كايماكجي منصب رئيس الوكالة عند إنشائها في عام 2018.